# 水野重上
水野 重上（みずの しげたか、寛永11年11月1日（1634年12月20日） - 宝永4年3月1日（1707年4月3日））は、紀伊新宮藩（紀州藩附家老）第3代藩主。
第2代藩主・水野重良の長男。母は水野忠元の娘。正室は飯山藩主・松平忠倶の養女・覚応院（柏原藩主・織田信勝の長女）。養子に重孟（弟）、重富（水野忠春の六男）、重期（新庄直恒の長男）。松平忠倶の養女となった娘（田中定賢室）が一人。官位は従五位下・土佐守。初名は良安（よしやす）。他に重直（しげなお）。号は良庵。通称は左門。
慶安4年（1651年）7月22日、第4代将軍・徳川家綱に拝謁し、万治元年（1658年）9月25日に父の隠居により跡を継ぐ。同年12月30日、従五位下・対馬守に叙任。寛文3年（1663年）7月、紀州藩主・徳川頼宣に従って紀伊国に入国している。徳川綱教と鶴姫（第5代将軍・徳川綱吉の長女）との縁組に際して、延宝9年（1681年）7月25日に納幣の使者を務めた。
宝永4年（1707年）3月1日に死去し、跡を養嗣子の重期が継いだ。享年74（満72歳没）。法号は知徳院殿常感日応大居士。墓所は神奈川県鎌倉市の高松寺。

## 登場する作品
- 八代将軍吉宗（1995年、NHK大河ドラマ、演 : 黒沢年男）